# Härån, Småland
Härån är en biflod till Lagan, rinner ut i Lagan strax söder om Hörle. Inom Häråns vattenområde finns ett stort antal fiskrika sjöar och ett flertal badplatser.
Härån utgör också en populär kanotled.